# Pignols
Pignols è un comune francese di 346 abitanti (2020) situato nel dipartimento del Puy-de-Dôme nella regione dell'Alvernia-Rodano-Alpi.

## Società

### Evoluzione demografica
Abitanti censiti